# الأنواع مفرطة الوفرة
يشير مصطلح الأنواع مفرطة الوفرة في علم البيولوجيا إلى فائض في عدد الأفراد ويحدث عندما تزداد الكثافة السكانية فوق الحدود الطبيعية لها. تتأثر الزيادة في تعداد مجتمعات الحيوانات بالعديد من العوامل، يتضمن بعضها تدمير الموائل الطبيعية أو تعزيزها بفعل النشاطات البشرية، وإدخال أنواع غازية وإعادة إدخال أنواع مهددة بالانقراض إلى المحميات البيئية.
قد يكون للوفرة السكانية المفرطة أثرًا سلبيًا على البيئة، وفي بعض الحالات على البشر أيضًا. يوجد العديد من الطرق التي يمكن من خلالها التحكم في التعداد السكاني مثل الصيد ومنع الحمل وطرق التحكم الكيميائي والأمراض والتعديل الوراثي. الأنواع مفرطة الوفرة هي مجال بحثي مهم لأن لديها القدرة على التأثير على التنوع الحيوي للنظم البيئية.
راقبت العديد من الدراسات البحثية التأثير السلبي للأنواع مفرطة الوفرة، في حين أن القليل منها وثق أو أجرى فحصًا عميقًا عن تأثيراتها الإيجابية، ونتيجة لذلك، يركز هذا المقال على التأثيرات السلبية للأنواع مفرطة الوفرة.

## تعاريف
تُستخدَم تعاريف متعددة عند الإشارة إلى الحيوانات على أنها مفرطة الوفرة. توضح التصنيفات التالية الاعتبارات المختلفة التي تُعرِّف الوفرة المفرطة:
1. الحيوانات غير الملائمة في إقليم أو منطقة محددة والتي تهدد عيش الإنسان، على سبيل المثال، تعتبر المناطق المدارية تحوي على مجتمعات ذات وفرة سكانية مفرطة من جنس البعوض Anopheles الذي ينقل طفيل الملاريا.
2. عندما يخفِّض نوع معين الكثافة السكانية لنوع مرغوب، يُعتَبر نوعًا مفرط الوفرة، كمثال على ذلك: تُخفِّض مجتمعات الأسود والضباع أعداد الحمار الوحشي والنو.
3. عندما يتجاوز التعداد السكاني لنوع ما في موطن معين قدرة الموطن على الاستيعابية، مثال على ذلك: تُخفِّض المنتزهات الوطنية أعداد الحيوانات العاشبة للحفاظ على توازن الموَائل وإدارتها.
4. عندما يختل التوازن الكلي المُتألف من النظم النباتية والحيوانية، كمثال على ذلك المجتمعات القائمة التي تغزو موطنًا جديدًا.

من بين تلك التصنيفات، يُعتبَر التصنيف الرابع الأكثر أهمية نظرًا إلى الآثار البيئية المترتبة عنه.

## الأسباب
قد يتحدث الوفرة المفرطة بشكل طبيعي، مثلما يحدث بعد ظروف طقس معينة مثل فترة من الهطول المطري المرتفع، ويؤدي ذلك إلى أن تصبح الظروف البيئية في الموطن مثالية. ومع ذلك، تشمل العوامل المساهمة الأخرى:

### الاضطرابات بشرية المنشأ
يُحدِث البشر من خلال نشاطاتهم تغييرات في المَواطن الطبيعية ما يؤدي إلى تجزئة المَواطن، وتخفيض كثافة الغابات وحدوث الحرائق. تتضمن الاضطرابات البشرية الأخرى القيود المفروضة على الصيد، والتعديل الأراضي لأغراض زراعية، وإزالة المفترسات أو التحكم بها ضمن إقليم أو منطقة ما. يمكن أن يحرض التغيير المترتب على استخدام الأراضي ووجود أو سحب التأثير البشري الزيادة السريعة في التعداد السكاني لكل من الأنواع المحلية والمُدخَلة.

### قد تكون الأنواع الغازية أكثر تأقلمًا مع بيئات معينة
تكون الأنواع الغازية غالباً مفرطة الوفرة لأنها تتغلب على الأنواع المحلية في منافسها على الموارد (مثل الغذاء والمأوى) التي تسمح لمجتمعاتها بالازدهار. من العوامل الأخرى المؤثرة على النمو السكاني هو الافتقار للمفترسات المحلية أو الوجود الأقل شيوعًا للأنواع المُدخلة ضمن موَاطن المفترسات المحلية.

### الوفرة المفرطة الناجمة عن نقل الأنواع المهددة بالانقراض إلى مناطق محمية
تتضمن بعض طرق إدارة الأنواع المهددة إعادة إدخال الأنواع إلى محميات مغلقة أو إلى الجُزُر. يمكن أن تصبح تلك الأنواع بعد إدخالها مفرطة الوفرة نظرًا إلى أن تلك المناطق تحمي الأنواع المستهدفة من المفترسات والمنافسين. حدث ذلك للحيوان الجرابي (الاسم العلمي: Bettongia lesueur) عندما أُعيد إدخاله إلى محمية الاسترداد القاحلة في أستراليا، إذ ازداد تعداد النوع من 30 إلى ما يقرب 1532 فرد. واعتُبِر تعداده ذلك مفرطًا نظرًا إلى الضرر الذي أحدثه للمحمية.

## التأثيرات المحتملة
يمكن أن تُحدِث الأنواع مفرطة الوفرة آثارًا سلبية على النُظُم البيئية، وقد تُؤثر سلبًا على مصادر الغذاء وتوفره، وعلى الكائنات المنافسة، وتركيب الأنواع.

### تأثيرات العاشبات مفرطة الوفرة
هنالك تأثير شائع للحيوانات العاشبة مفرطة الوفرة وهو تدمير الغطاء النباتي عن طريق الرعي الجائر، ويشير الرعي الجائر إلى تأثير الرعي الذي يصل إلى مستوى يهدد التنوع الحيوي ضمن النظام البيئي. يمكن أن يحدث الرعي الجائر في كل من البيئات البرية والبحرية ويمكن أن يحدث تغييرات في الغطاء النباتي وفي تركيبته أيضًا. يمكن أن تحدث تأثيرات سلبية على كثافة مجتمعات الأنواع الحيوانية وتركيبتها. بالإضافة إلى ذلك، يمكن أن يسبب الرعي الجائر ضررًا بيئيًا دائمًا قبل الوصول إلى القدرة الاستيعابية العظمى.
يمكن أن تغير الأنواع مفرطة الوفرة العلاقات الغذائية ضمن النظام البيئي مع احتمال التسبب بحدوث شلال غذائي. تشمل الشلالات الغذائية الغطاء النباتي واللافقاريات (بما فيها الأحياء الدقيقة) والطيور. علاوة على ذلك، يمكن أن تُؤثر على سلوك المفترسات وأعدادها بشكل غير مباشر.

### تأثير المفترسات مفرطة الوفرة
تُعتبر المفترسات مفرطة الوفرة مضرة بالتنوع الحيوي المحلي لأنها تفترس الأنواع المحلية، وتنافس على الموارد ويمكن أن تُدخل الأمراض. يمكن أن تخفض تعداد الثدييات المحلية، وقد تسبب في بعض الحالات انقراض نوع معين وهذا ما قد يؤدي إلى حدوث سلسلة انقراضات ثانوية. من الأمثلة على الأنواع الغازية: القطط (Felis catus)، والجرذان (Rattus rattus)، والسموريات (Herpestes auropunctatus)، وحيوانات ابن عرس قصير الذيل (Mustela erminea) والثعالب الحمراء (Vulpes Vulpes). ساهمت هذه الأنواع بانقراض ما يقارب 58% من ثدييات وطيور وزواحف العصر الحديث.
في أستراليا، ساهمت الثعالب الحمراء والقطط الوحشية في تهديد العديد من الثدييات المحلية أو انقراض بعضها وأدى ذلك إلى تراجع الغطاء النباتي لأن للثدييات العاشبة دور بيئي هام في الحفاظ على منظر طبيعي صحي. من الأمثلة المحددة على ذلك تراجع الغطاء النباتي في الأراضي العشبية لتصبح أراضي شجيرات نتيجة افتراس الثعالب القطبية للطيور البحرية. تلعب الطيور البحرية دورًا بيئيًا رئيسيًا يتمثل في المساعدة في الحفاظ على مستويات العناصر الغذائية وخصوبة الأرض.
يمكن أن تهدد المفترسات الغازية أيضًا 596 نوعًا موضوعًا تحت التصنيفات التالية: 217 «نوع مهدد بخطر انقراض أدنى»، و223 نوع «مهدد بالانقراض» و156 نوع «مهدد بخطر انقراض أقصى»، و23 نوع من المحتمل أنها منقرضة.

### التأثير على المجتمع
يمكن أن يكون التحكم بالأنواع مفرطة الوفرة أو استئصالها مكلفًا جدًا. على سبيل المثال، يمكن أن يكلف تسييج مناطق معينة كإجراء وقائي ضد الثعالب الحمراء 10,000 دولار تقريبًا لكل كيلومتر، بينما قد يكلف نشر طعوم سامة في منطقة مساحتها 35,000 كيلومتر مربع ما يقرب 1,3 مليون دولار.

## الأنواع الغازية
استنادًا إلى علم الأحياء، الأنواع الغازية هي حيوانات غير محلية أُدخلَت إلى إقليم أو منطقة خارج موطنها الاعتيادي. يمكن أن تكون الأنواع الغازية إما مُدخَلة عالميًا (إذا كان لديها غرض مفيد) أو غير عالمية.
بشكل عام، تؤثر معظم الأنواع الغازية التي تصبح مفرطة الوفرة بشكل سلبي على التنوع الحيوي المحلي مع وجود القليل من الأبحاث التي وجدت تأثيرات إيجابيًا لها. علاوة على ذلك، قد يكون للأنواع الغازية فوائد إيجابية في البداية تتلاشى عندما تصبح الأنواع مفرطة الوفرة وتزداد تكلفة التحكم بالأضرار.
يمكن أن تؤثر الأنواع الغازية بشكل على هياكل الشبكات الغذائية. من ناحية المستويات الغذائية، يؤدي إدخال نوع غير محلي في البداية إلى ارتفاع ثراء الأنواع الذي يغير بدوره العلاقات الغذائية بواسطة المورد الإضافي (إذا لم يكن الحيوان مفترسًا على قمة الهرم الغذائي) والمستهلك. ومع ذلك، تتعلق درجة تأثير نوع ما على النظام البيئي المحلي عندما يصبح مفرط الوفرة ببعض الأنواع الغازية، مثل أفعى الأشجار البنية في غوام، التي سببت العديد من حالات انقراض لأنواع الحيوانات المحلية، بينما كان للأنواع الأخرى تأثيرات ضارة أقل على البيئة.
تصل الخسارات الناتجة عن الأنواع الغازية إلى ملايين وحتى مليارات الدولارات سنويًا.